# HD 2632
HD 2632，又名CD-32 154，SAO 192567、HR 116，是一颗恒星，视星等为6.57，位于銀經344.92，銀緯-83.15，其B1900.0坐标为赤經0h 24m 51.6s，赤緯-32° -83.15′ 5″。